# Jednoduchý okruh
Jednoduchý okruh je v abstraktní algebře každý takový okruh, který nemá žádné (oboustranné) vlastní ideály. Tedy jedinými ideály, které obsahuje, jsou nulový ideál a sám okruh.
Platí, že každé těleso je jednoduchý okruh. Také platí, že faktorokruh podle maximálního ideálu je vždy jednoduchý okruh.